# Iván de la Nuez
Iván de la Nuez (La Habana, 1964) es un ensayista, crítico de arte y comisario de exposiciones. Ha sido jefe del Departamento de Actividades Culturales del Centro de Cultura Contemporánea de Barcelona (2009-2011) y director de Exposiciones en La Virreina Centre de la Imatge (2000-2009). Entre sus libros destacan: La Balsa perpetua: soledad y conexiones de la cultura cubana (Barcelona, 1998), El Mapa de sal: un poscomunista en el paisaje global (Barcelona, 2001) y Fantasía roja: los intelectuales de izquierdas y la revolución cubana (Barcelona, 2006). Ha sido comisario/cocomisario de las exposiciones Cuba: la isla posible (1995), Inundaciones (1999), Parque humano (2001), Banket. Metabolismo y comunicación (2002), Poscapital (2005), De Facto. Retrospectiva de Joan Fontcuberta (2008), Dentro y fuera de nosotros. Retrospectiva de Javier Codesal (2009), La Crisis es Crítica (2009) y Atopía. Arte y ciudad en el siglo XXI (2010). Es colaborador habitual en distintos medios.

## Obras
- 1998 : La Balsa perpetua: soledad y conexiones de la cultura cubana. Barcelona.
- 2001 : El Mapa de sal: un poscomunista en el paisaje global. Barcelona.
- 2006 : Fantasía roja: los intelectuales de izquierdas y la revolución cubana. Barcelona.
- 2018 : Teoría de la retaguardia. Cómo sobrevivir al arte contemporáneo (y a casi todo lo demás). Barcelona : Consonni. 125 p.[5]
- 2020: Cubantropía. Editorial Periférica[6]